# Jag är Maria
Jag är Maria är en svensk dramafilm som hade premiär den 15 december 1979. Den grundar sig på Hans-Eric Hellbergs ungdomsroman Jag är Maria jag och är regisserad av Karsten Wedel efter manus av Göran Setterberg.

## Handling
Maria är elva år och måste under en period flytta från sin mamma till mammans kusin Lennart och hans fru Maj-Britt i en mindre stad. Maria träffar konstnären Jon, en stor, smutsig och gammal man. Folk säger att han super och är farlig. Många menar också att han är lite galen. När han blir påkörd av en bil hjälper Maria honom. När hon kommer hem till honom upptäcker hon att han målar fantastiska färggranna och vackra tavlor. Men också lite underliga.
Maria får förstås inte gå till Jon, men gör det ändå eftersom hon tycker om honom och själv inte är rädd för honom.
När hon en dag får en tavla av honom får människorna i staden veta vad han gör. Det leder bland annat till att en välkänd museiman kommer dit och uttalar sig, tidningarna skriver om honom och tv kommer dit. Jon orkar inte med uppmärksamheten och kastar ut både kamera och tv-team. Bara Maria kan lugna honom; hon hjälper honom igen, och han låter sig flyttas till hemmet. Maria kommer därefter tillbaka till sin mamma – lite mer vuxen och erfaren av människor och livet.

## Roller (urval)
- Lise-Lotte Hjelm – Maria
- Peter Lindgren – Jon
- Helena Brodin – Maj-Britt
- Frej Lindqvist – Lennart
- Claire Wikholm – Marias mamma
- Anita Ekström – Anna
- Malin Åman – Pia
- Stig Engström – Sixten
- Bodil Mårtensson – Ulla
- Per Flygare – lärare
- Björn Strand – Staffan
- Lars Dejert – Lasse
- Richard Ihrestam – Daniel
- Thomas Paulsson – Christiansson
- Torsten Föllinger – Dr. Kruse

## Om filmen
Filmen är främst baserad på den tredje boken om Maria av Hans-Eric Hellberg, Jag är Maria jag, men en del är hämtat från andra böcker i serien. Skildringen av konstnären och särlingen Jon Ersson bygger på verklighetens Johan Erik Olsson, känd som "Lim-Johan". Det är också Lim-Johans originalmålningar som förekommer i filmen.
Inspelningen skedde i Stockholm med omgivningar, Hallstavik och Mariefred. Peter Lindgren tilldelades en guldbagge för sin tolkning av rollen som Jon.

## Mottagande
Jag är Maria fick i allmänhet gott mottagande av filmrecensenter men inledningsvis dåligt med biopublik. Den vann några mindre filmpriser utanför Sverige.